# 1998年3月逝世人物列表
1998年逝世人物列表：1月 - 2月 - 3月 - 4月 - 5月 - 6月 - 7月 - 8月 - 9月 - 10月 - 11月 - 12月
1998年3月逝世人物列表，是用于汇总1998年3月期间逝世人物的列表。

## 依日期排序

### 1日
- 皮高品，97岁，中国图书馆学家、图书馆学教育家、图书馆管理专家，武汉大学图书情报学院教授。[1]
- Jean Marie Balland，63歲，法國羅馬天主教紅衣主教，死於肺癌。[2]
- Miltiades Caridis，74歲，德國-希臘指揮家，死於中風。
- 阿奇·古德溫（英语：Archie Goodwin (comics)），60歲，美國漫畫作家和藝術家，癌症。[3]
- 馬諾利斯·哈齊達基斯，89歲，希臘藝術史學家和拜占庭主義者。
- 亞歷山大·普扎諾夫，91歲，蘇聯和俄羅斯大使和政治家。
- 薩賓娜·塞塞爾曼，61歲，德國電影女演員。
- 迦納·E·施萊佛，85歲，美國政治家。[4]
- 羅伯特·西莫內特，73歲，巴哈馬帆船運動員和政治家。[5]

### 2日
- 萊夫·布隆伯格，57歲，瑞典政治家。
- Lucien Bodard，84歲，法國作家和記者。[6]
- 斯利克·卡斯爾曼，84歲，美國職業棒球大聯盟球員。[7]
- 亨利·康马杰，95歲，美國歷史學家，死於肺炎。[8]
- Maamun al-Kuzbari，敘利亞政治家和文學名人。
- 達西·奧布萊恩，58歲，美國作家和文學評論家，心臟病發作而死。[9]
- Herbie Seneviratne，72歲，斯裡蘭卡演員和電影製片人。
- Marzette Watts，59歲，美國爵士男高音和女高音薩克斯手。

### 3日
- 珍妮特·伯斯頓，63歲，美國童星，死於癌症。
- 朱塞佩·卡隆，94歲，美國政治家。[10]
- 佛瑞德·W·弗蘭德利，82歲，美國電視記者和高管，死於中風。[11]
- 愛德華·盧克胡，85歲，圭亞那總督。
- 赫德利·馬廷利，82歲，英國演員，死於癌症。
- 查理斯·佛蘭克林·菲力浦斯，87歲，美國經濟學家。[12]
- 馬克·索特，51歲，法國作家、翻譯家和哲學家，死於腦癌。

### 4日
- 安東尼奧·阿爾蘇亞·阿隆索，78歲，西班牙足球運動員。
- 貝蒂·伯德，96歲，奧地利女演員。[13]
- 吉姆·卡洛姆，72歲，美國橄欖球運動員（紐約洋基隊）。[14]
- 伊萬·多爾蒂，90歲，澳大利亞陸軍軍官。[15]
- 范·埃德蒙森，98歲，美式足球運動員。[16]
- 朱爾斯·方丹·桑布瓦，57歲，扎伊爾和剛果政治家和經濟學家。

### 5日
- 唐納德·詹姆斯·坎農，78歲，美國政治家。[17]
- 卡爾頓·普特南，96歲，美國商人、作家和種族隔離主義者，死於肺炎。[18]
- 傑羅姆·沃爾特斯，67歲，美國中長跑運動員和奧運選手。[19]
- 唐納德·伍茲，91歲，加拿大裔美國演員。[20]

### 6日
- 約翰·阿林，76歲，美國聖公會主教。[21]
- Rue Barclay，76歲，美國鄉村和西方音樂家。[22]
- 弗蘭克·巴雷特，84歲，美國棒球運動員[23]
- 本傑明·鮑登，91歲，英國工業設計師。[24]
- 喬·希爾，54歲，美國賽車手，死於癌症。
- 瓦納·瓦尼，83歲，義大利電影女演員。

### 7日
- 齊亞德·拉菲克·貝杜恩，黎巴嫩石油地質學家。[25]
- 比爾·凱布爾，51歲，美國演員，模特和特技演員，死於摩托車事故。
- 何塞普·埃斯科拉，83歲，西班牙足球運動員。
- Karen Holtsmark，90歲，挪威畫家。
- Adem Jashari，42歲，科索沃阿爾巴尼亞激進分離主義者，被謀殺。
- 哈梅茲·賈沙里，48歲，科索沃阿爾巴尼亞民族主義者和遊擊隊員，在行動中喪生。
- 埃莉諾·艾琳·詹森，87歲，泰坦尼克號沉沒的美國倖存者。[26]
- Don Kirkham，90歲，美國物理學家和土壤科學家。[27]
- 傑克·帕金斯，76歲，美國電影演員。
- Leonie Rysanek，71歲，奧地利戲劇女高音，死於骨癌。[28]
- 旺達·泰托尼，87歲，義大利女演員和配音演員。

### 8日
- 勞里·比奇曼，44歲，美國女演員和歌手，癌症。[29]
- Alexandre Gemignani，72歲，巴西籃球運動員。[30]
- 詹姆斯·哈格蒂，83歲，加拿大冰球運動員。[31]
- 金斯布里奇唐納森男爵傑克·唐納森，90歲，英國政治家和公務員。[32]
- 傑克·麥奎倫，77歲，愛爾蘭政治家，工會會員和軍官。
- 彼得·尼爾森，60歲，瑞典天文學家和小說家。
- Ray Nitschke，61歲，美式橄欖球運動員，心臟病發作。[33]
- Susanne Ussing，57歲，丹麥藝術家、建築師和陶藝家。

### 9日
- 大衛·麥克亞當，87歲，美國物理學家和色彩科學家。[34]
- 安娜·瑪麗亞·奧爾特斯，83歲，義大利小說家、詩人和旅行作家。[35]
- 科林·派特森，64歲，英國古生物學家，心臟病發作而死。
- 烏爾里希·沙莫尼，58歲，德國電影導演、編劇、演員和媒體老闆，死於癌症。[36]

### 10日
- C. E. Beeby，95歲，紐西蘭教育家和心理學家。[37]
- Ilse Bing，98歲，德國攝影師。[38]
- 勞埃德·布裡奇斯，85歲，美國演員[39]
- 卡雷金二世，70歲，君士坦丁堡亞美尼亞族長，死於肝癌。
- Hayim David HaLevi，74歲，以色列拉比。
- 米爾頓·馬拉瓦拉奇，52歲，斯里蘭卡歌手和音樂家。
- 阿爾貝托·莫羅科，80歲，蘇格蘭藝術家。
- 理查·普蘭特，87歲，德裔美國歷史學家，大屠殺學者和作家。[40]
- Kenkō Satoshi，30歲，日本相撲選手，死於肺栓塞。

### 11日
- Van E. Chandler，73歲，美國空軍飛行員和飛行王牌，癌症。[41]
- Basil Coetzee，54歲，南非音樂家，癌症患者。
- 巴迪·珍妮特，80歲，美國籃球運動員和教練，中風。[42]
- 小何塞·勞雷爾，85歲，菲律賓政治家，肺炎。
- 曼努埃爾·皮涅羅·洛薩達，64歲，古巴革命者，政治家和間諜大師，交通事故。[43]
- 堺左千夫，72歲，日本演員。
- 尼諾·科尼斯·桑塔納，41歲，東帝汶自由戰士，在行動中喪生。
- Jean Shiley，86歲，美國跳高運動員和奧運選手。[44]
- 庫斯·維爾丹，83歲，荷蘭政治家。[45]

### 12日
- 奧維德·德馬里斯，78歲，美國作家和記者。
- 卡雷爾·福克斯，70歲，美國魔術師和電視表演者。
- 約瑟夫·克羅納，73歲，斯洛伐克演員（《大街上的商店》）。[46]
- 雷德·理查茲，85歲，美國爵士鋼琴家。[47]
- 凱特·羅斯，41歲，美國神秘作家，死於乳腺癌。
- 比阿特麗斯·伍德，105歲，美國藝術家和陶藝家。[48]

### 13日
- Judge Dread，52歲，英國音樂家，心臟病發作而死。[49]
- 彼得·費勒，78歲，美國戲劇佈景設計師。[50]
- 菲力浦·蓋爾，19歲，美國互聯網軟體先驅和計算機神童，自殺身亡。[51]
- 克勞迪奧·戈拉，84歲，義大利演員和電影導演。[52]
- 戴夫·路易斯，59歲，美國搖滾和R&B音樂家，死於癌症。
- 比爾·里德，78歲，加拿大藝術家，死於帕金森病。[53]
- Anne Sayre，74歲，美國作家。[54]
- 彼得·西萊特，65歲，英格蘭足球運動員，死於癌症。[55]
- 內山興正，86歲，日本佛教僧侶和摺紙大師。
- Frano Vodopivec，73歲，克羅埃西亞電影攝影師。
- 汉斯·冯·奥海恩，86歲，德國物理學家和噴氣發動機設計師，死於甲狀腺炎。[56]
- 馬岳梁，96歲，中國武術家。

### 14日
- 阿卜杜勒·拉赫曼·伊里亞尼，87歲，阿拉伯葉門共和國總統。[57]
- 埃德·博爾，81歲，美式橄欖球運動員，教練和官員。
- 休·科維尼，62歲，愛爾蘭政治家，倒下。
- 達達·康德克，65歲，印度演員和電影製片人。
- 戴夫·米諾，76歲，美國籃球運動員。[58]
- 里奧·索托爾尼克，71歲，捷克體操運動員和奧運選手。[59]

### 15日
- 馬拉蒂·喬杜里，93歲，印度民權和自由活動家。
- 蒂姆·馬亞，55歲，巴西音樂家和詞曲作者，患有心血管疾病。[60]
- 莫德·曼諾尼，74歲，比利時裔法國精神分析學家。[61]
- 杜尚·帕谢克，37歲，斯洛伐克冰球運動員，槍擊自殺。
- 傑里·雷丁，91歲，美國美髮師和商人。[62]
- 卡羅琳·施努勒，90歲，美國時裝設計師和運動服裝先驅。
- 本傑明·斯波克，94歲，美國兒科醫生和作家。[63]
- 根納季·葉夫留日欣，54歲，俄羅斯足球運動員。[64]

### 16日
- 德里克·巴頓，79歲，英國化學家，諾貝爾獎獲得者。[65]
- 佩爾特夫·奈利·博拉塔夫，90歲，土耳其民俗學家。[66]
- 埃絲特·布布利，77歲，美國攝影師，癌症患者。[67]
- Lydia Délrctorsckaya，87歲，俄裔法國難民和模特。[68]
- 諾埃爾·斯蒂芬·佩恩特，99歲，二戰期間轟炸機司令部的英國首席情報官。

### 17日
- 克里夫·巴克，77歲，美國籃球運動員。[69]
- 阿兰·博斯凯，78歲，法國詩人。[70]
- 米洛·坎迪尼，80歲，美國棒球運動員。[71]
- 道格拉斯·哈羅德·科普，83歲，加拿大科學家。
- Bernarr Rainbow，83歲，英國音樂教育歷史學家，合唱團指揮。[72]
- 禮薩·薩德吉，20歲，伊朗數學家。
- 海倫·韋斯特科特，70歲，美國演員，前兒童演員，死於癌症。[73]
- 多蘿西·韋斯頓，98歲，澳大利亞網球運動員。

### 18日
- 齊格弗裡德·弗朗茨，84歲，德國電影和電視配樂作曲家。
- 瓊·弗里曼，80歲，澳大利亞物理學家。
- 泰德·喬利夫，89歲，加拿大政治家。[74]
- 克勞斯·莫倫豪爾，69歲，德國教育理論家。[75]
- 島秀雄，96歲，日本工程師和子彈頭列車先驅。[76]
- 德懷特·斯隆，83歲，美國橄欖球運動員。[77]
- 羅伯特·伍德賽德，93歲，美國政治家和法官。

### 19日
- Simon Diedong Dombo，迦納政治家和國王。
- 撒母耳·尊德林，77歲，保加利亞羅馬天主教主教和僧侶。
- 克勞斯·哈文斯坦，75歲，德國演員、歌舞表演藝術家和電視節目主持人。[78]
- 南布迪里巴德，88歲，印度共產主義政治家和理論家。[79]
- 吉米·斯科拉爾，73歲，蘇格蘭足球運動員和經理。[80]
- 漢扎德·蘇丹，74歲，奧斯曼公主和土耳其僑民。

### 20日
- B. N. Adarkar，87歲，印度經濟學家。
- Yemima Avidar-Tchernovitz，88歲，以色列作家。
- 貝弗利·克羅斯，66歲，英國劇作家、編劇和編劇（《泰坦之戰》、《傑森與阿爾戈航海家》）。[81]
- 安東尼·費爾，83歲，英國政治家。
- 奧古斯丁·戈麥斯-阿爾科斯，65歲，西班牙作家，癌症。[82]
- 喬治·霍華德，41歲，美國爵士薩克斯管演奏家，結腸癌。[83]
- 拉迪·盧卡斯，82歲，英國空軍軍官和政治家。
- 貝絲·米切爾，25歲，美國毛茸茸的舞者和小學教師。
- 凱薩琳·索瓦奇，68歲，法國歌手和演員。[84]
- 艾弗·斯萊尼，76歲，音樂作曲家和指揮家。
- Maciej Słomczyński，75歲，波蘭翻譯家和作家。

### 21日
- Ben Bagley，64歲，美國唱片製作人和音樂製作人。[85]
- Horst Korsching，85歲，德國物理學家。
- Ramanathapuram C S Murugabhoopathy，84歲，印度Mridanga大師。
- Maciej Słomczyński，75歲，波蘭作家和翻譯家。[86]
- 加林娜·烏蘭諾娃，88歲，俄羅斯芭蕾舞演員。[87]

### 22日
- 朱西甯，70歲，台湾作家。[88]
- 西蒙·溫菲爾德·迪格比，88歲，英國政治家。
- 傑克·R·霍華德，87歲，美國廣播主管。[89]
- 約翰·理查·基廷，63歲，美國羅馬天主教會主教。
- 西邑昌一，日本足球運動員、主教練，死於肺炎。
- Rube Reiswerg，85歲，美國籃球運動員。[90]

### 23日
- Louis Arbessier，90歲，法國演員。[91]
- 查克·亨辛格，72歲，美國橄欖球運動員。[92]
- 希爾達·莫利，81歲，美國詩人。[93]
- 雷·斯科特，78歲，美國體育節目主持人。[94]
- 傑拉爾德·斯塔諾，46歲，美國連環殺手，被電椅處決。[95]
- Marie-Laure Tardieu-Blot，95歲，法國植物學家和蕨類學家。

### 24日
- Åke Mangård，81歲，瑞典空軍少將。
- 安東尼奧·里貝羅，69歲，葡萄牙羅馬天主教樞機主教，死於癌症。
- 托本·特裡德，81歲，丹麥作家，奧運選手和二戰期間的抵抗戰士。[96]
- 吉爾·安·韋瑟瓦克斯，27歲，美國模特和有抱負的歌手，兇殺案。[97]

### 25日
- 丹尼爾·梅西，64歲，英國演員和表演者，死於霍奇金淋巴瘤。[98]
- 克萊夫·奧斯本，75歲，澳大利亞政治家。
- 阿莎·波斯利，71歲，巴基斯坦女演員。
- 蜜雪兒·普倫德加斯特，77歲，愛爾蘭農民、商人和政治家。
- 史蒂文·希夫，51歲，美國政治家，死於鱗狀細胞癌，皮膚癌。[99]
- 克裡斯·特裡克爾，24歲，美國賽車手，被射殺。
- 威爾弗雷德·沃森，86歲，加拿大教授和作家。[100]
- 貝齊·庫欣·羅斯福·惠特尼，88歲，美國慈善家。[101]

### 26日
- 鄧尼斯·查理斯，64歲，美國爵士鼓手，死於肺炎。[102]
- Shantinath Desai，69歲，印度作家。
- 尼古拉·杜比寧，91歲，蘇聯和俄羅斯生物學家和院士。[103]
- Arthur S. Link，77歲，美國歷史學家和教育家，死於肺癌。[104]
- 凱特·克魯斯·奧布萊恩，49歲，愛爾蘭作家。[105]

### 27日
- Nadija Hordijenko Andrianova，76歲，烏克蘭作家和世界語翻譯家。
- 胡利奧·塞薩爾·布里托斯，71歲，烏拉圭足球運動員。
- 約翰·威廉·康伯，92歲，美國天主教傳教士和主教。
- 埃克爾斯的萊斯托男爵夫人瓊·萊斯托，66歲，英國政治家，ALS。[106]
- 陳進，90歲，台灣畫家。
- Aghajani Kashmeri，89歲，印度編劇，演員和烏爾都語詩人。
- 瓊·梅納德，76歲，英國政治家和工會會員，死於癌症。[107]
- 大卫·麦克利兰，80歲，美國心理學家。[108]
- 史蒂夫·內梅特，75歲，美國橄欖球運動員。[109]
- 费迪南德·安东·恩斯特·波尔舍，88歲，奧地利汽車設計師和商人。[110]
- 奧托·弗賴赫爾·馮·費里，91歲，MGerman政治家。
- 卡爾-阿道夫·曾克爾，90歲，第二次世界大戰期間德國海軍軍官。

### 28日
- 埃爾斯特，88歲，德國女演員。[111]
- Albert Levan，93歲，瑞典植物學家和遺傳學家。
- 大衛·鮑爾斯，85歲，約翰·甘迺迪的特別助理和秘書。[112]
- 拉裡·斯蒂芬斯，59歲，美國橄欖球運動員[113]

### 29日
- 朱利亞諾·比亞蓋蒂，72歲，義大利電影導演和編劇。[114]
- Kvitka Cisyk，44歲，美國彩色女高音，乳腺癌。[115]
- David Nightingale Hicks，69歲，英國室內設計師和設計師，死於肺癌。[116]
- 洛雷塔，伊朗亞美尼亞女演員。
- 迪克·菲力浦斯，66歲，美國棒球運動員、經理和教練。[117]
- 尤金·沃爾特，76歲，美國編劇、詩人、演員、木偶師和廚師，死於肝癌。[118]
- 哈羅德·E·威爾遜，76歲，美國海軍陸戰隊員，榮譽勳章獲得者。[119]
- 達德利·懷松，58歲，美國高爾夫球手，動脈瘤。

### 30日
- 拉姆齊·艾姆斯，79歲，1940年代美國B級電影女演員，模特，女孩和電視節目主持人，死於肺癌。
- 蜜雪兒·阿爾諾，79歲，法國歌手和導演。[120]
- 裘蒂·布埃諾阿諾，54歲，美國被定罪的殺人犯，被電椅處決。[121]
- Max Cosyns，91歲，比利時物理學家、發明家和探險家。
- 馬西莫·法蘭西奧薩，73歲，義大利編劇和電影導演。[122]
- 弗蘭克·金，79歲，英國陸軍軍官。[123]
- 莫迪凱·奧爾默特，90歲，以色列政治家。
- 亞瑟爾斯坦·斯皮爾豪斯，86歲，南非裔美國地球物理學家和海洋學家。[124]

### 31日
- 貝拉·阿布祖格，77歲，美國律師、政治家和社會活動家。[125]
- 約翰·H·庫克，86歲，美國律師和政治家。
- 蒂姆·弗洛克，73歲，美國賽車手，納斯卡名人堂成員，死於肝癌和喉癌。[126]
- 亨利·喬治·格萊德，91歲，加拿大畫家。[127]
- 布蘭奇·蒙特爾，95歲，法國女演員。[128]
- 喬爾·賴斯-梅紐因，64歲，美國鋼琴家，死於癌症。
- 彼特·蒂爾曼，75歲，美式橄欖球運動員和教練。[129]